# Черемисино (Смоленская область)
Черемисино — деревня в Смоленской области России, в Ельнинском районе. Население — 14 жителей ( 2021) . Расположена в юго-восточной части области в 13 км к северу от города Ельня, в 2,5 км западнее автодороги Р137 Сафоново — Рославль. Входит в состав Рождественского сельского поселения.

## История
В годы Великой Отечественной войны деревня была местом ожесточённых боёв и дважды была оккупирована гитлеровскими войсками. 1-й раз в июле 1941 года (освобождена в ходе Ельнинской операции), 2-й раз в октябре 1941 года (освобождена в ходе Ельнинско-Дорогобужской операции в 1943 году). Была освобождена 68-й армией.